# Премія пам'яті Шиллера
Пре́мія па́м'яті Ши́ллера (нім. Der Schiller-Gedächtnispreis) — це літературна премія від землі Баден-Вюртемберґ. Заснована у 1955-му, й спочатку її вручали 10 листопада, у день народження Фрідріха Шиллера, що два роки, а з 1959-го — що три роки. Сума винагороди нині становить 25000 євро. Премію присуджують за видатні праці в галузях німецькомовної літератури та гуманітарних наук, за окремі твори або їх збірки. Крім того, передбачено дві заохочувальні премії по 7500 євро кожна для молодих драматургів. Комітет Премії пам'яті Шиллера не приймає подань на звання лауреатів цієї нагороди.

## Лауреати премії
- 1955 Рудольф Касснер
- 1957 Рудольф Паннвіц
- 1959 Вільгельм Леман
- 1962 Вернер Берґенґрюн
- 1962 Гайнар Кіппгардт
- 1965 Макс Фріш
- 1968 Ґюнтер Айх
- 1971 Ґергард Шторц
- 1974 Ернст Юнґер
- 1977 Ґоло Манн
- 1980 Мартін Вальзер
- 1983 Кріста Вольф
- 1986 Фрідріх Дюрренматт
- 1989 Кете Гамбурґер
- 1992 Фолькер Браун
- 1995 Петер Гандке
- 1998 Ганс Йоахім Шедліх
- 2001 Александер Клюґе
- 2004 Крістоф Гайн
- 2007 Бото Штраус
- 2010 Танкред Дорст[1]
- 2013 Райнальд Ґец
- 2016 Рор Вольф
- 2019 Ніно Гаратішвілі[2]